# Ixion Saga DT
Ixion Saga DT (イクシオン サーガ DT?) è una serie televisiva anime basata sul videogioco online Ixion Saga della Capcom. L'anime è stato prodotto dallo studio Brain's Base, diretto da Shinji Takamatsu e sceneggiato da Akatsuki Yamatoya. L'anime, composto da venticinque episodi, è iniziato il 6 ottobre 2012 su TV Tokyo. Contemporaneamente all'anime, la serie sarà adattata anche in due manga ed in una light novel, tutti pubblicati da Kōdansha.

## Personaggi e doppiatori
- Hiroshi Kamiya: Erecpyle Dukakis
- Jun Fukuyama: Mariandale
- Takuya Eguchi: Kon Hokaze
- Yūki Kaji: Variation
- Ken'ichi Suzumura: Gustave Gustaf